# Rüte
Rüte é uma comuna da Suíça, no Cantão Appenzell Interior. Em 2017 possuía 3.606 habitantes. Estende-se por uma área de 40,9 km², de densidade populacional de 88,3 hab/km². Confina com as seguintes comunas: Altstätten (SG), Appenzello (Appenzell), Eichberg (SG), Gais (AR), Oberriet (SG), Schwende, Sennwald (SG), Wildhaus (SG). 
A língua oficial nesta comuna é o Alemão.